# Juszkowy Gród
Juszkowy Gród is een plaats in het Poolse district  Białostocki, woiwodschap Podlachië. De plaats maakt deel uit van de gemeente Michałowo en telt 180 inwoners.

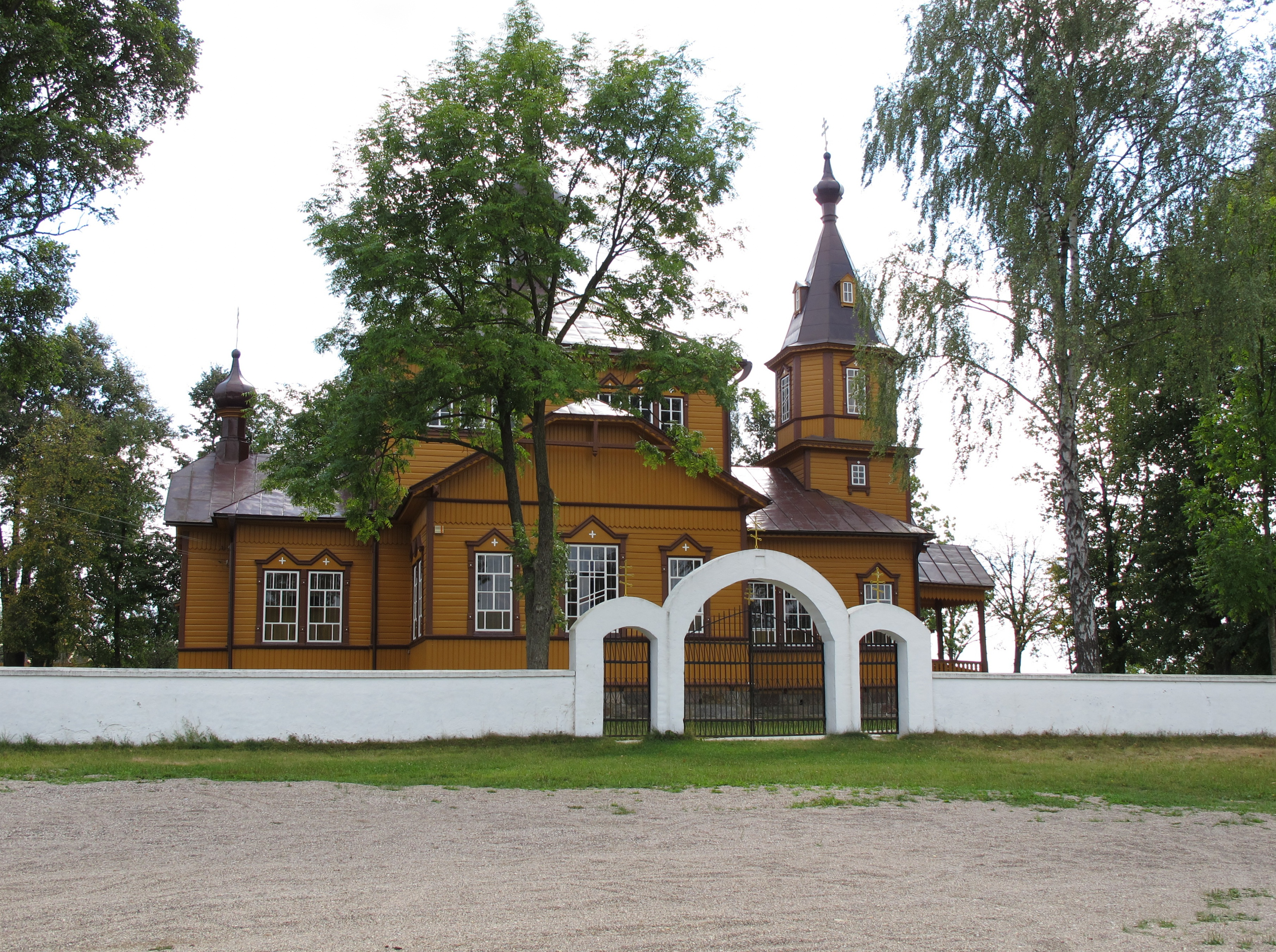